# Lista gatunków z rodzaju kokornak
Lista gatunków z rodzaju kokornak Aristolochia – lista gatunków rodzaju roślin należącego do rodziny kokornakowatych (Aristolochiaceae Juss.). Według The Plant List w obrębie tego rodzaju rozróżniono 485 gatunków, natomiast kolejnych 81 taksonów ma status gatunków niepewnych.
Wykaz gatunków
- Aristolochia acontophylla Pfeifer
- Aristolochia acutifolia Duch.
- Aristolochia albertiana Ahumada
- Aristolochia albida Duch.
- Aristolochia allemanii Hoehne
- Aristolochia amara (Aubl.) Poncy

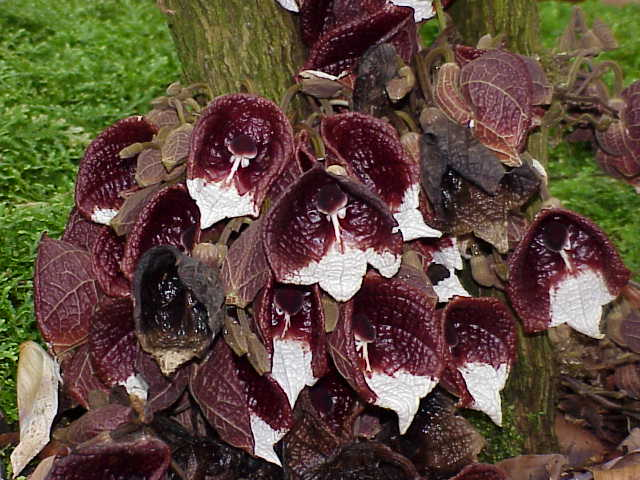
Aristolichia arborea

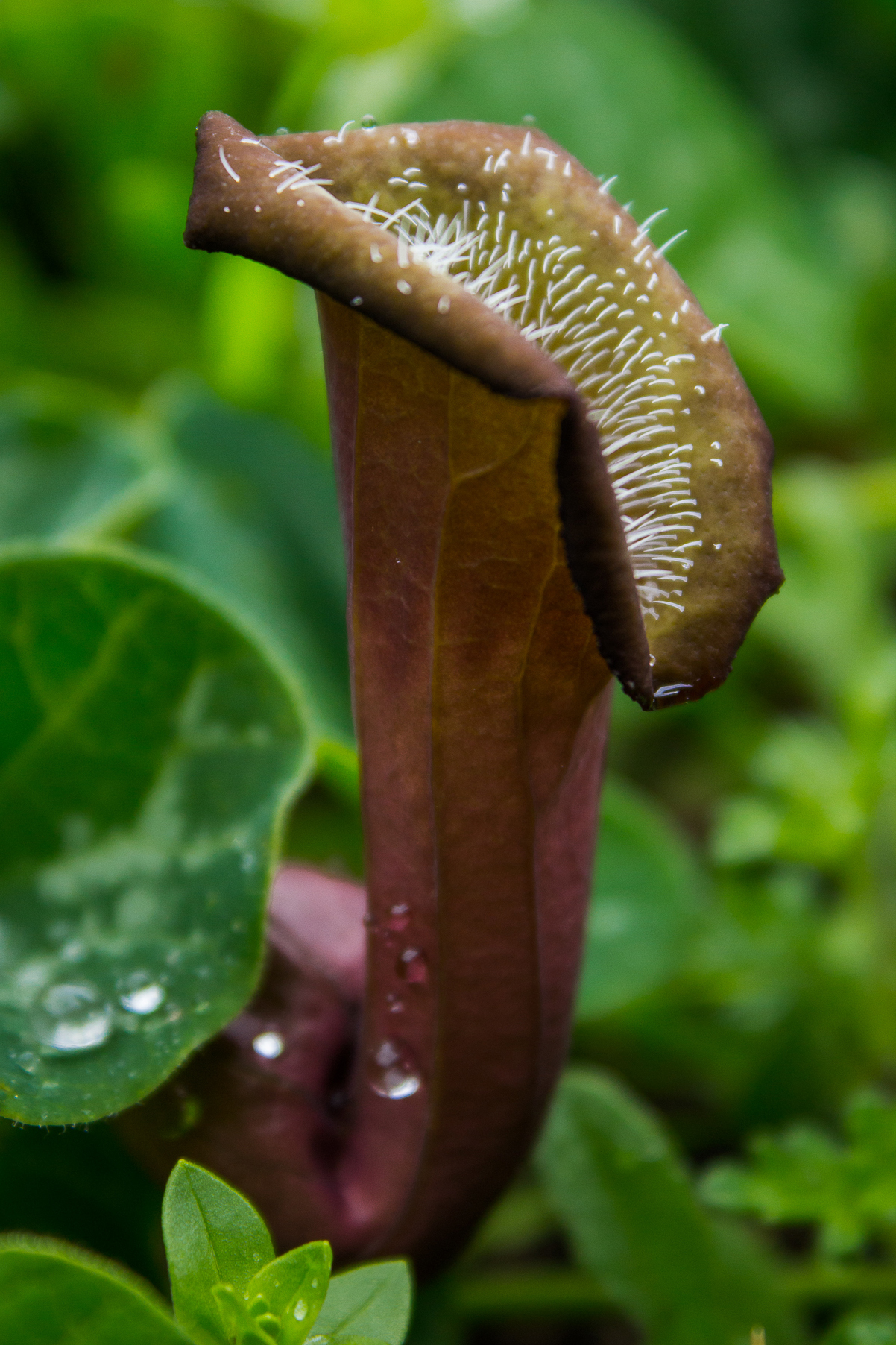
Aristolochia chilensis

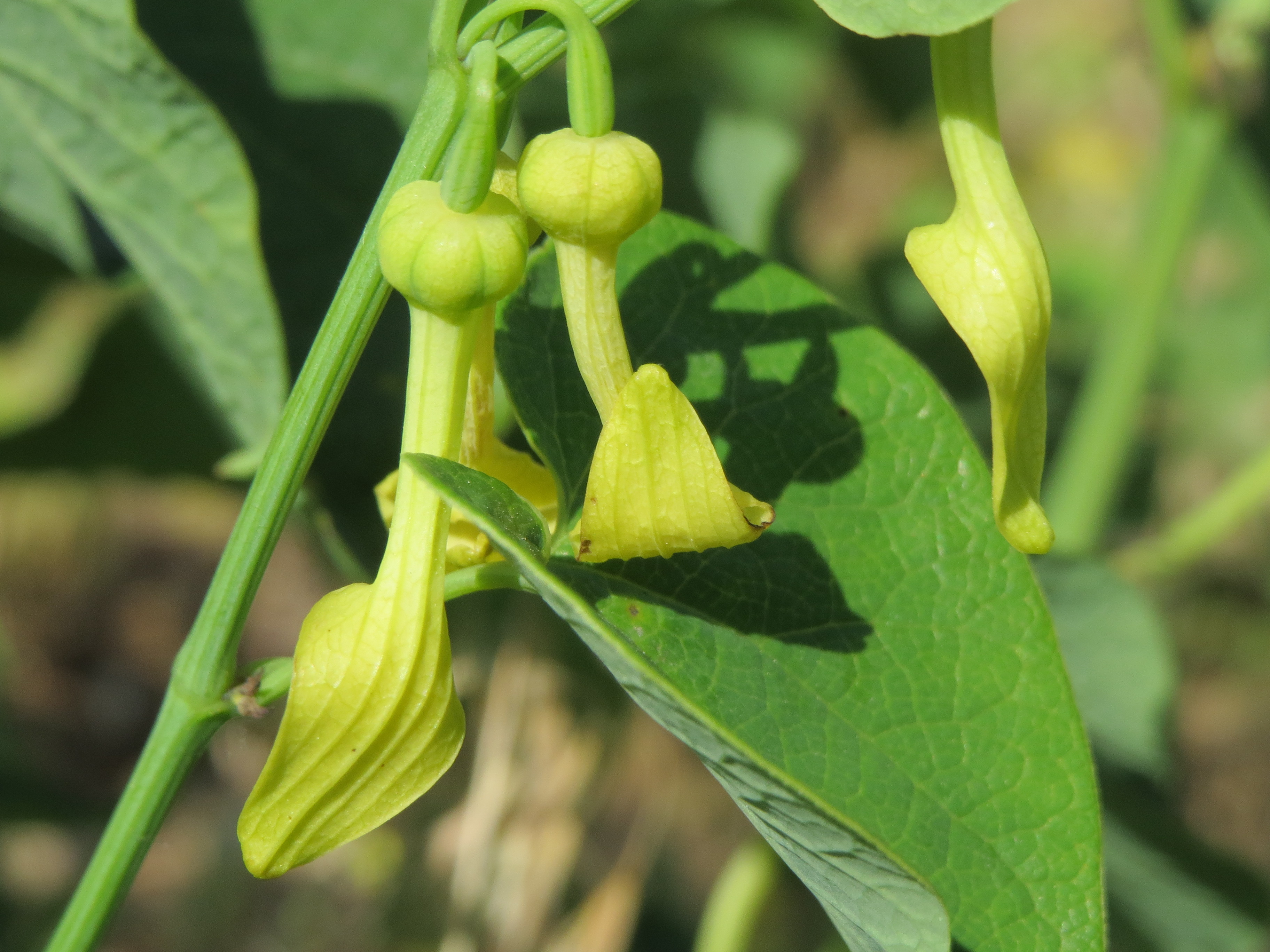
Aristolochia clematitis

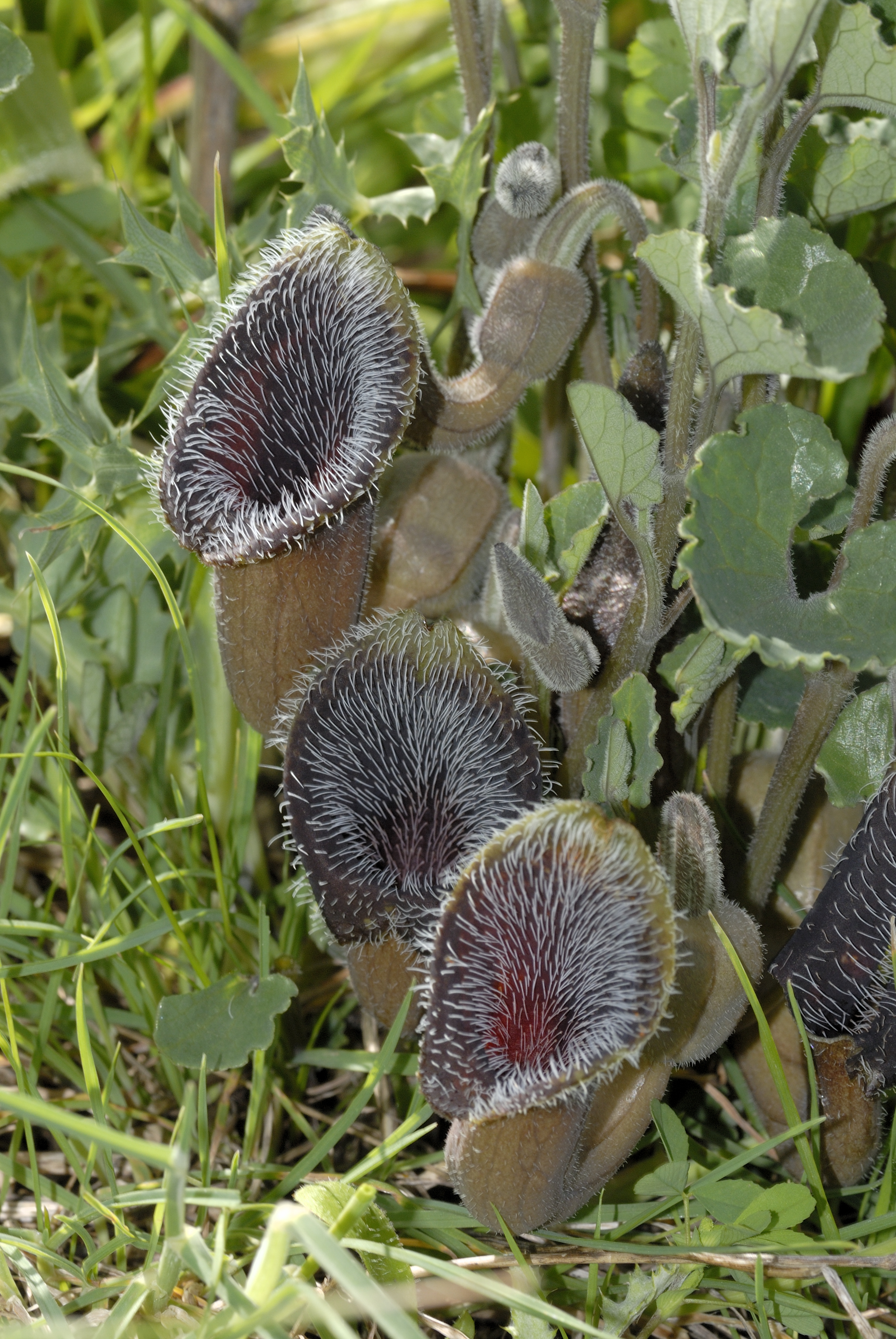
Aristolochia cretica

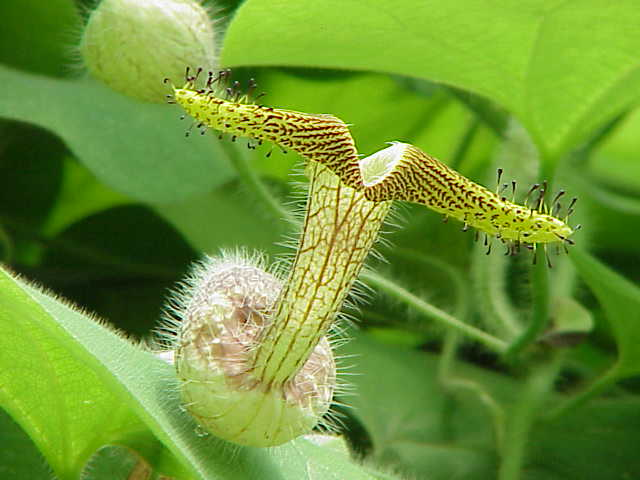
Aristolochia eriantha

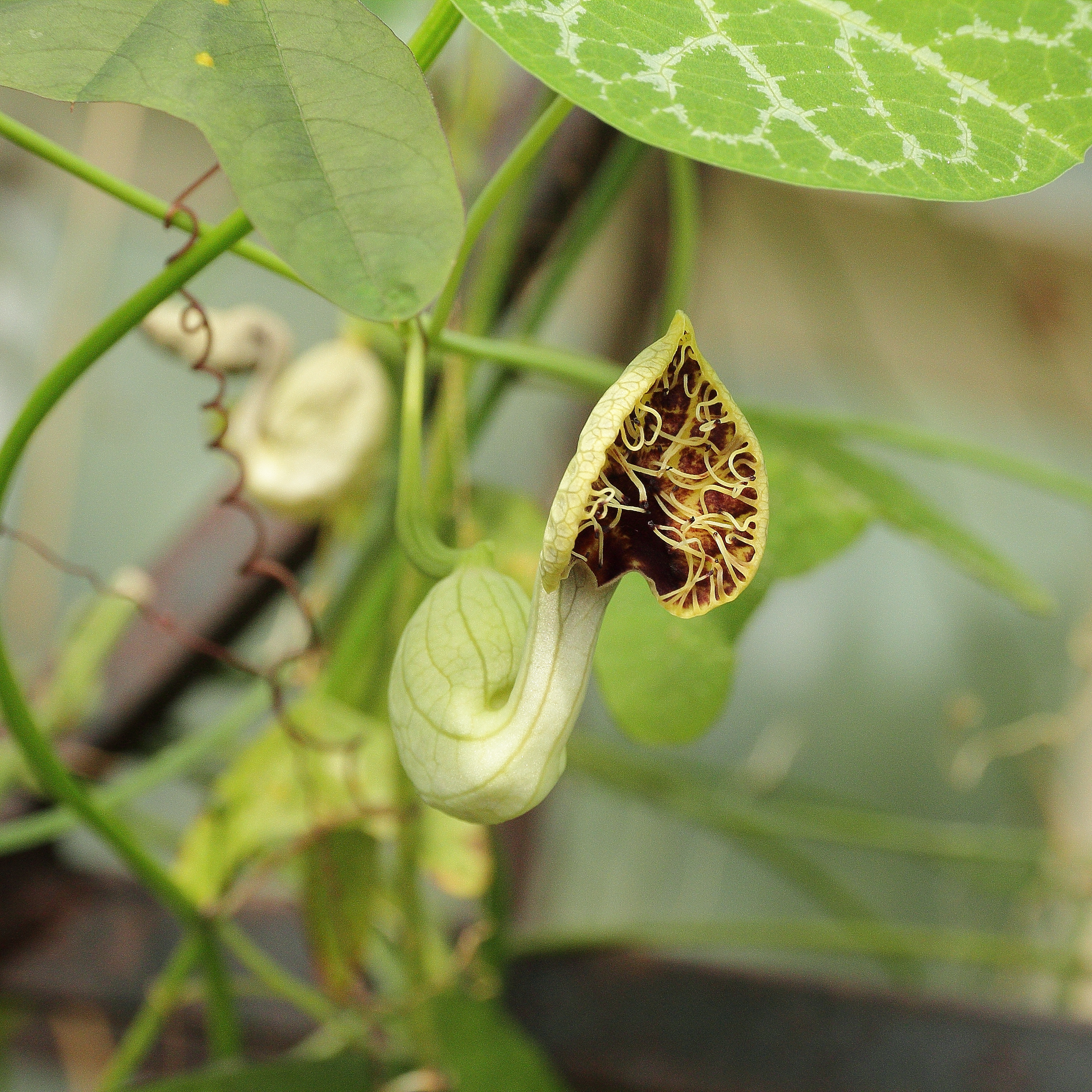
Aristolochia fimbriata

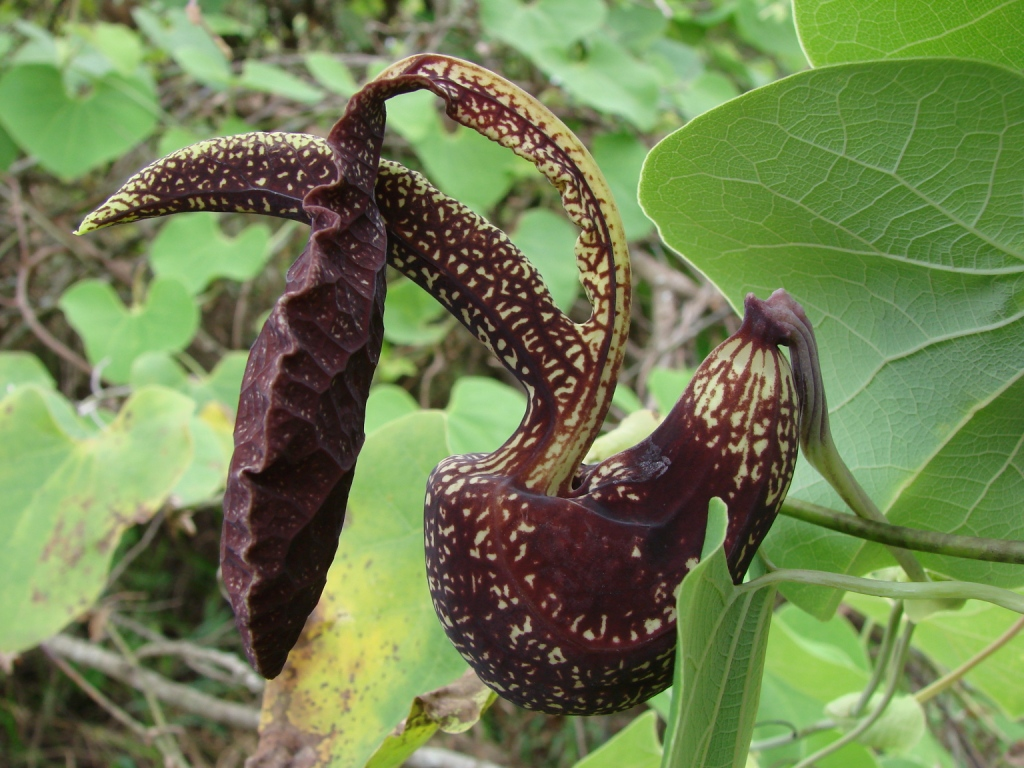
Aristolochia galeata

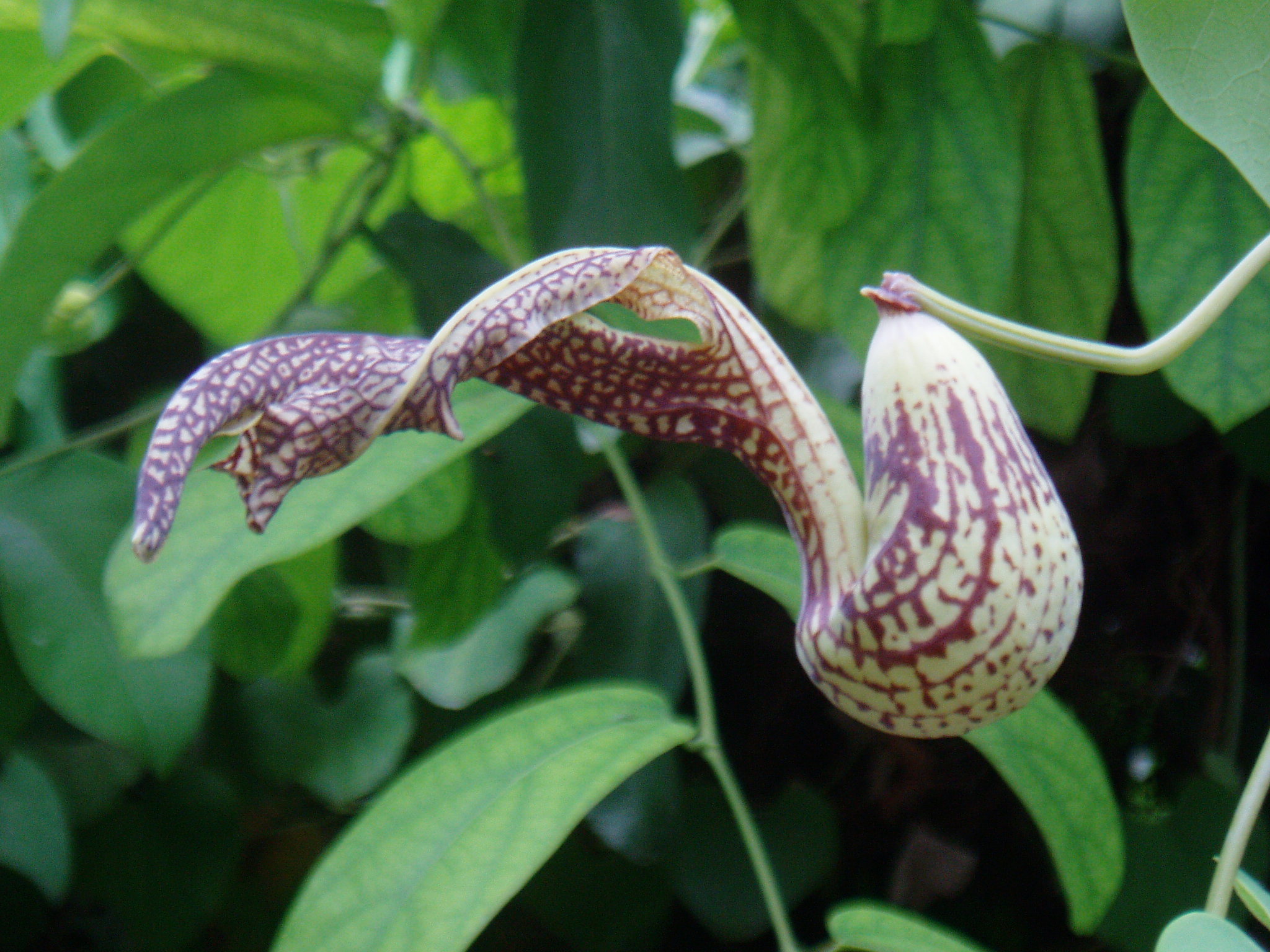
Aristolochia gibertii

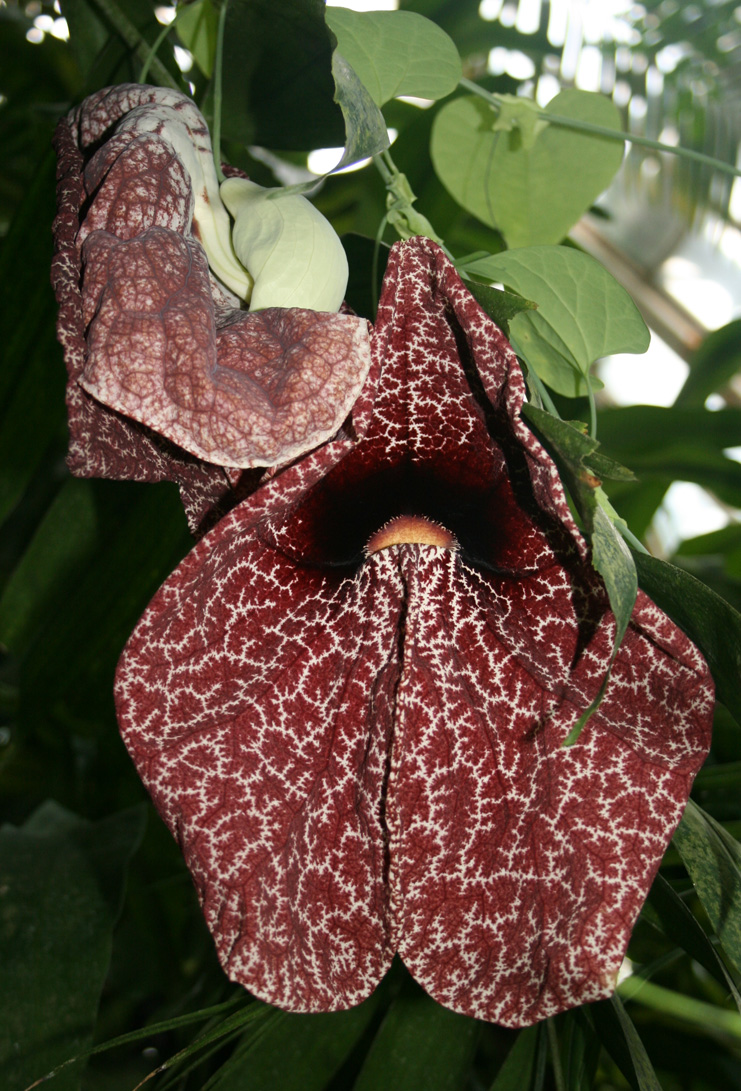
Aristolochia gigantea

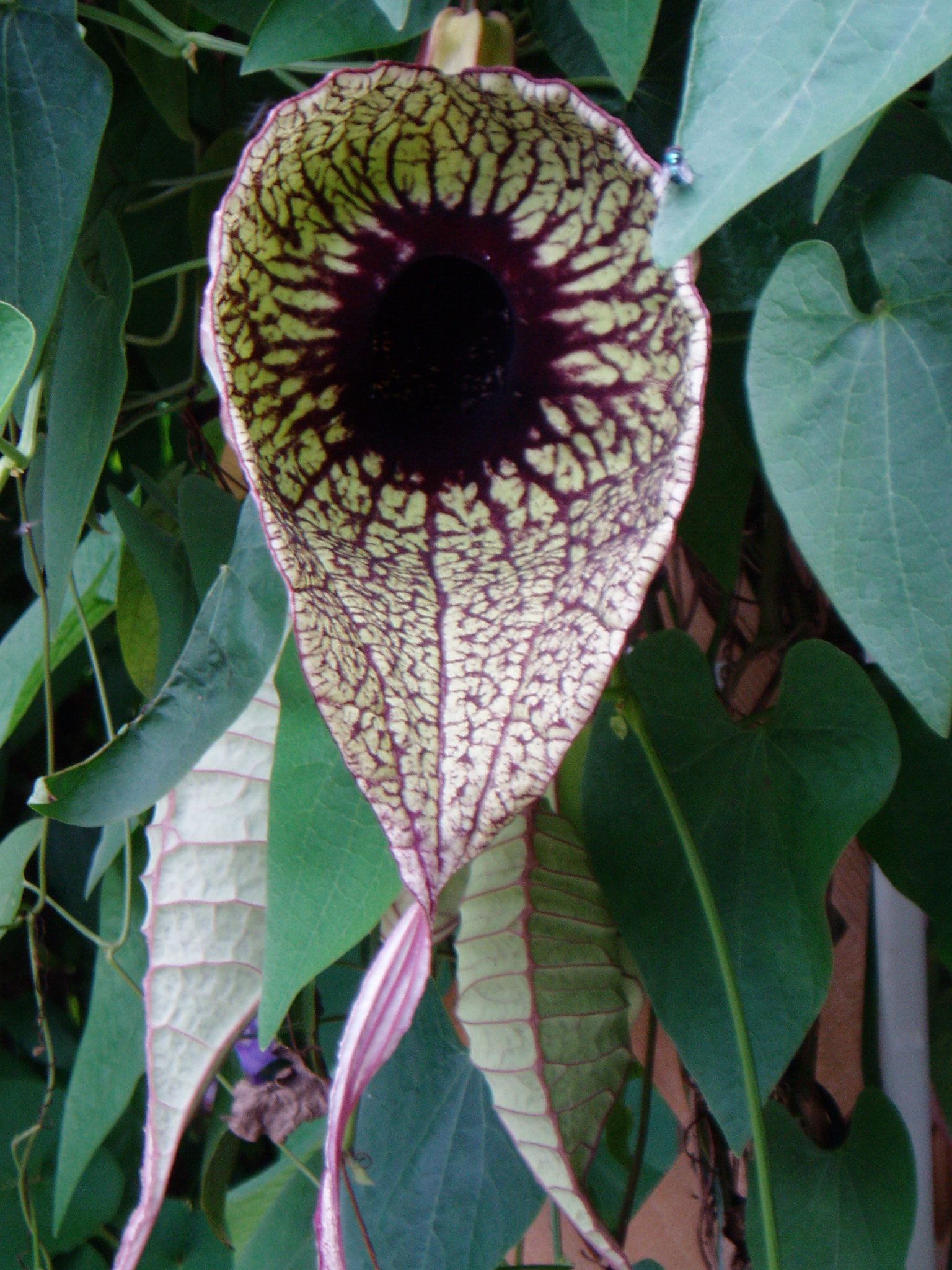
Aristolochia grandiflora

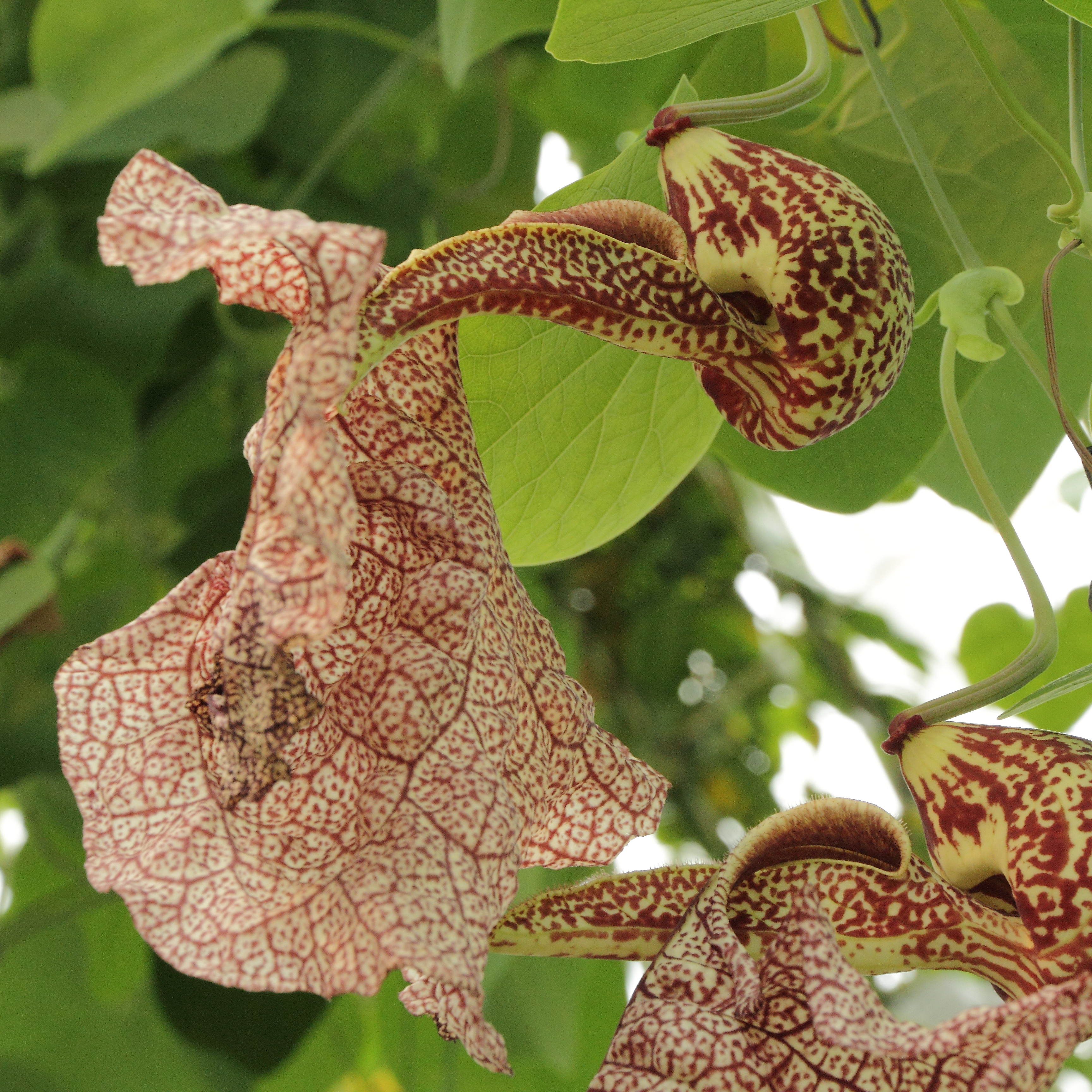
Aristolochia labiata

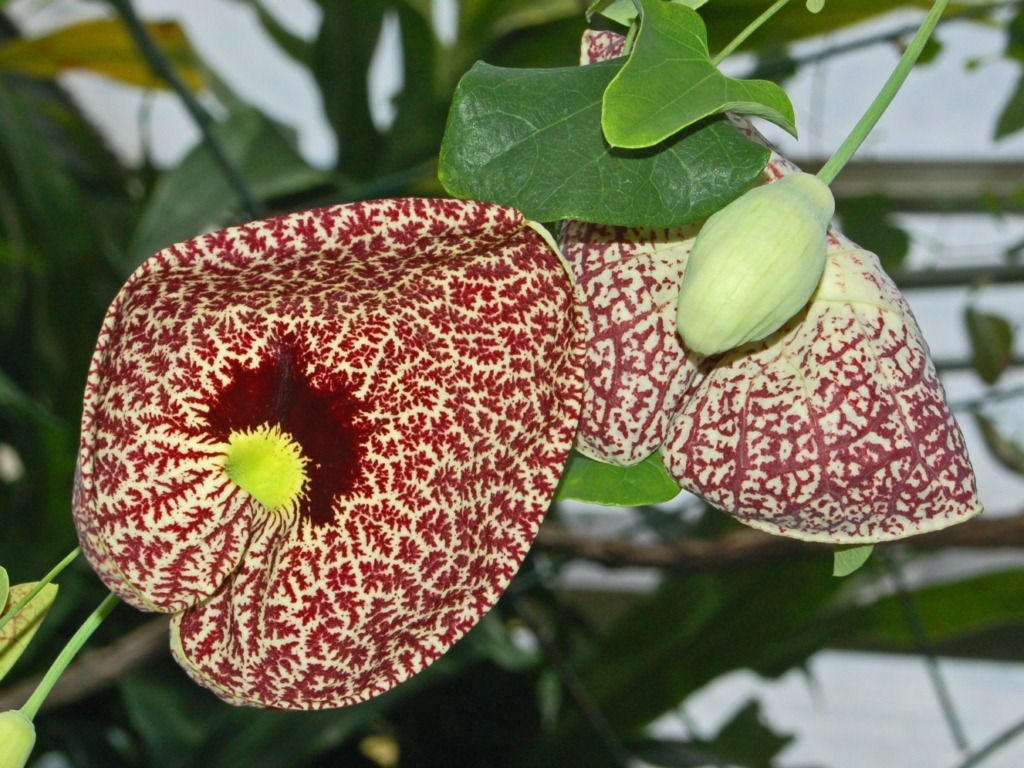
Aristolochia littoralis

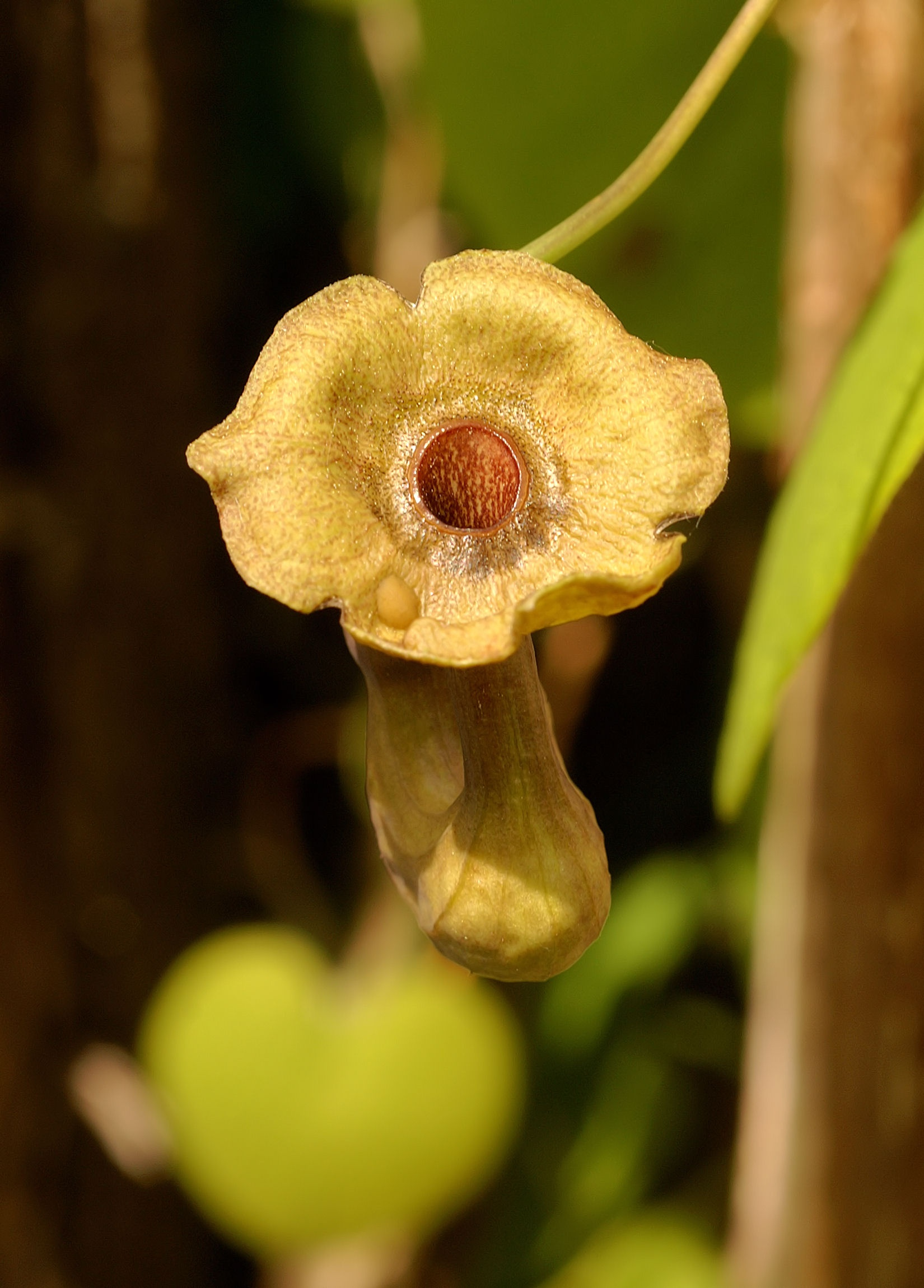
Aristolochia macrophylla

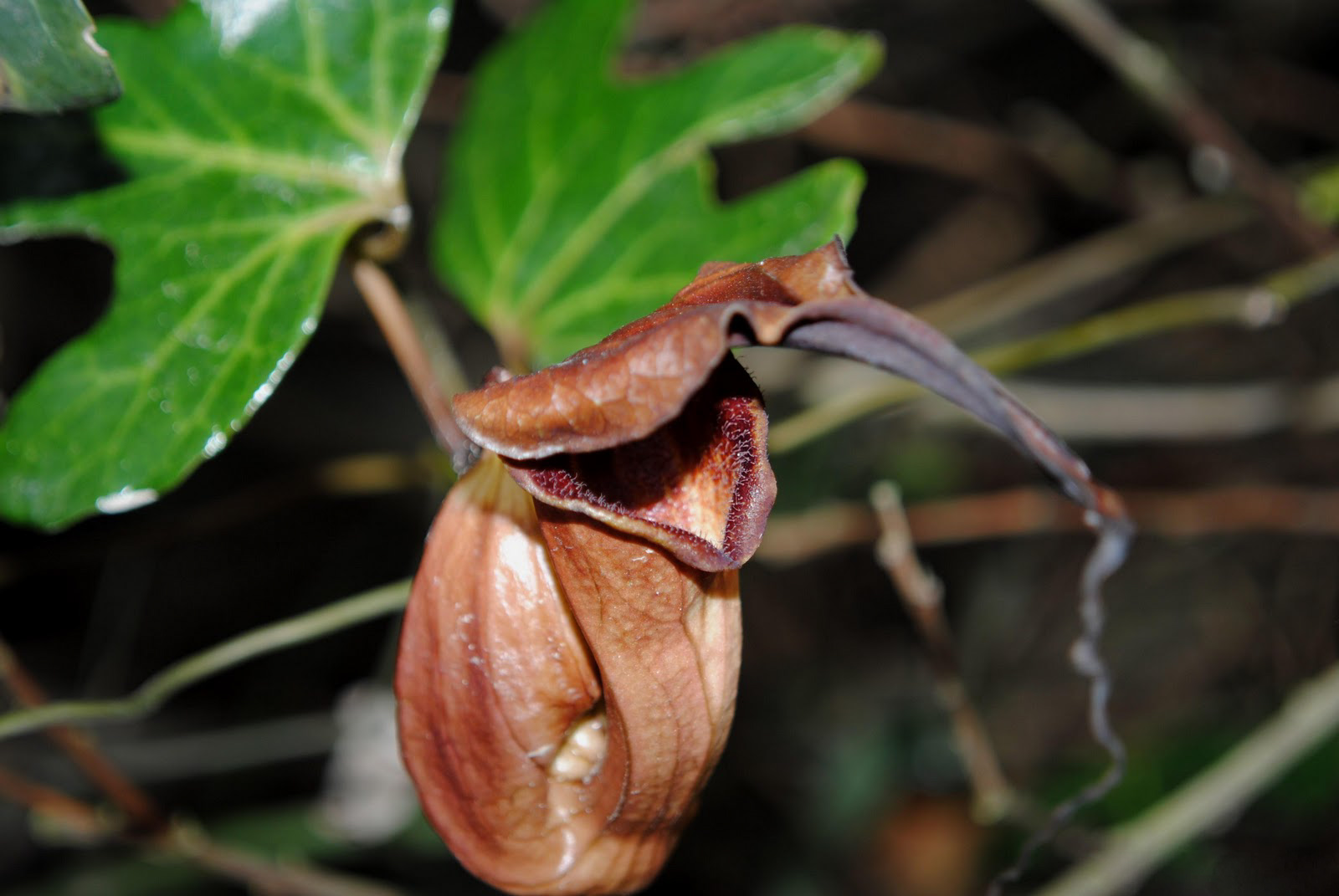
Aristolochia macroura

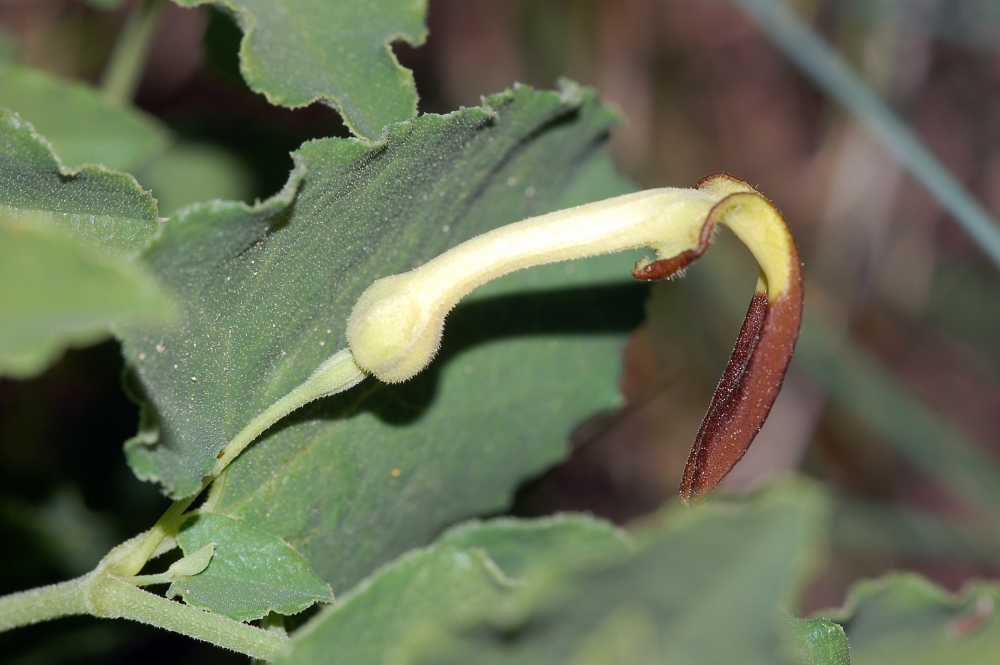
Aristolochia pistolochia

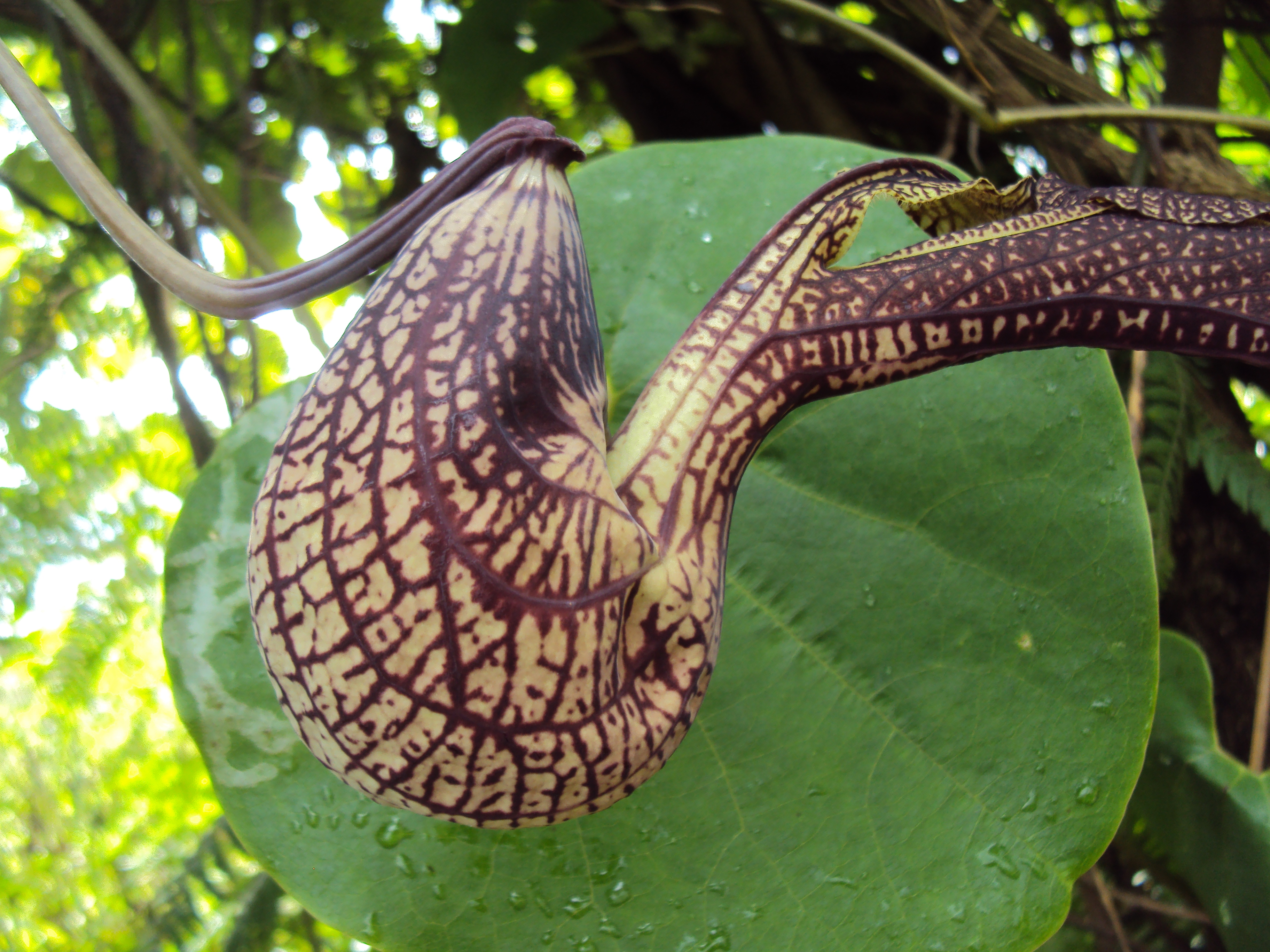
Aristolochia ringens

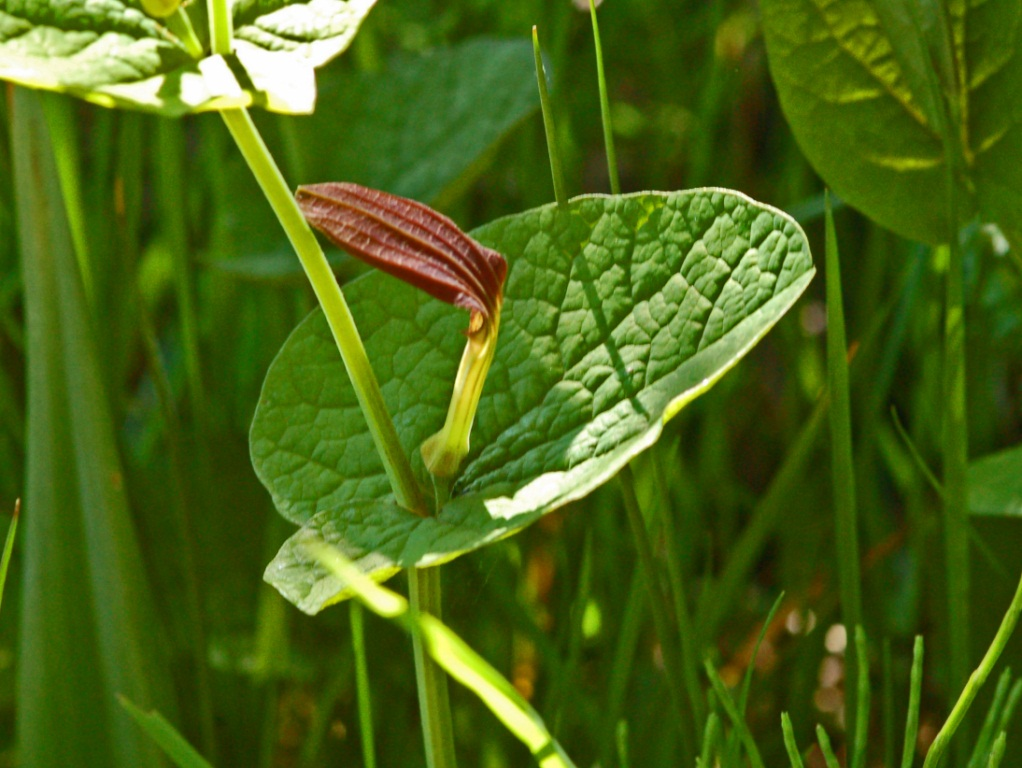
Aristolochia rotunda

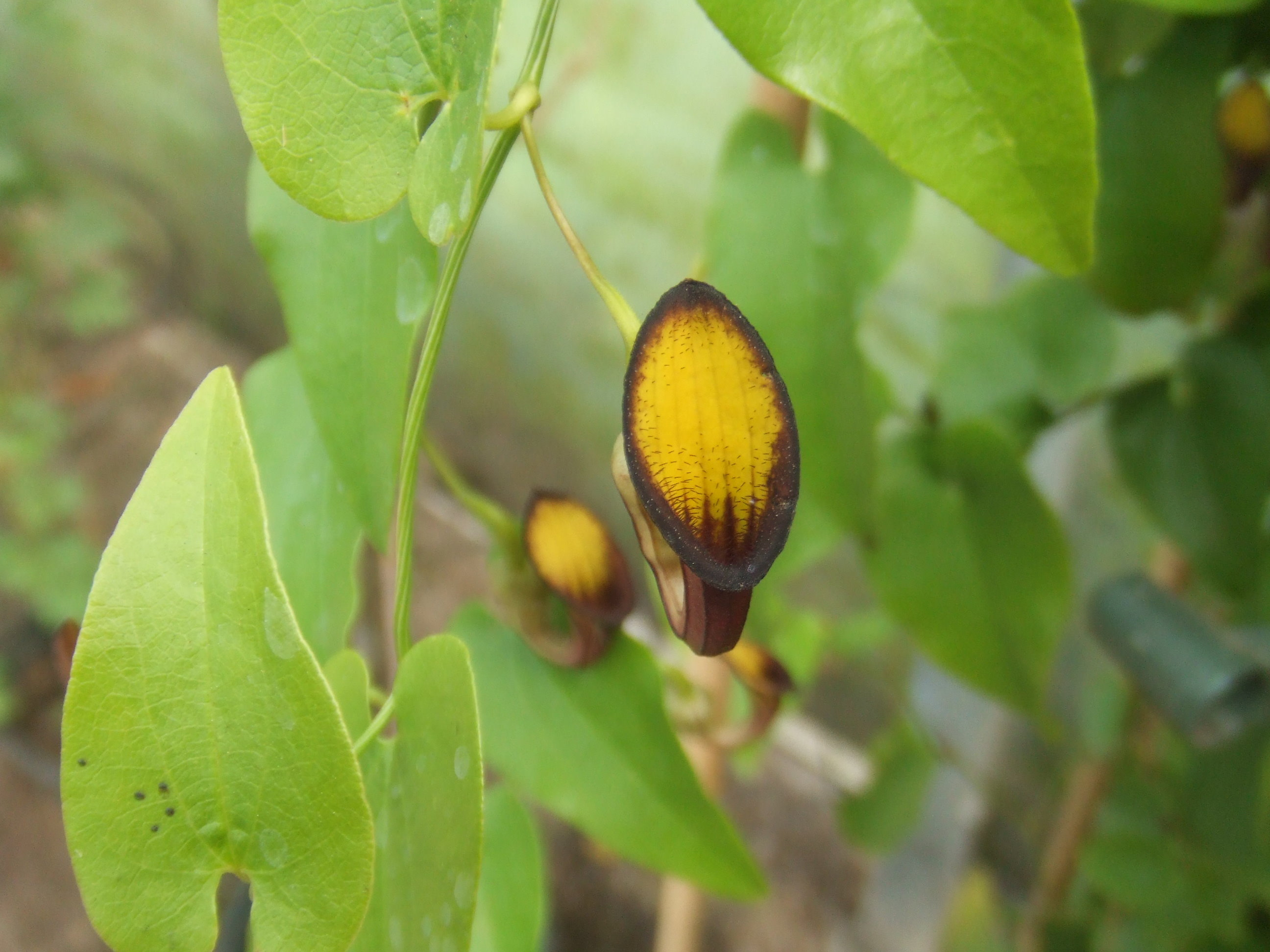
Aristolochia sempervirens

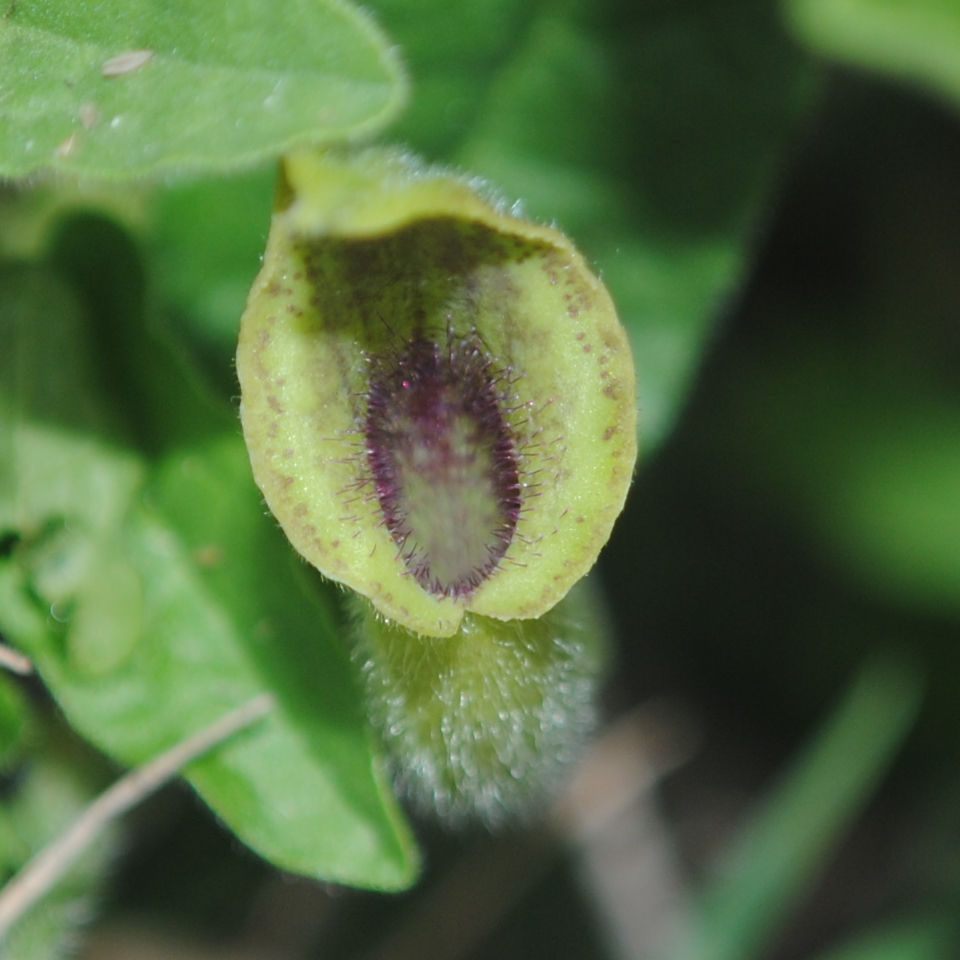
Aristolochia stuckertii

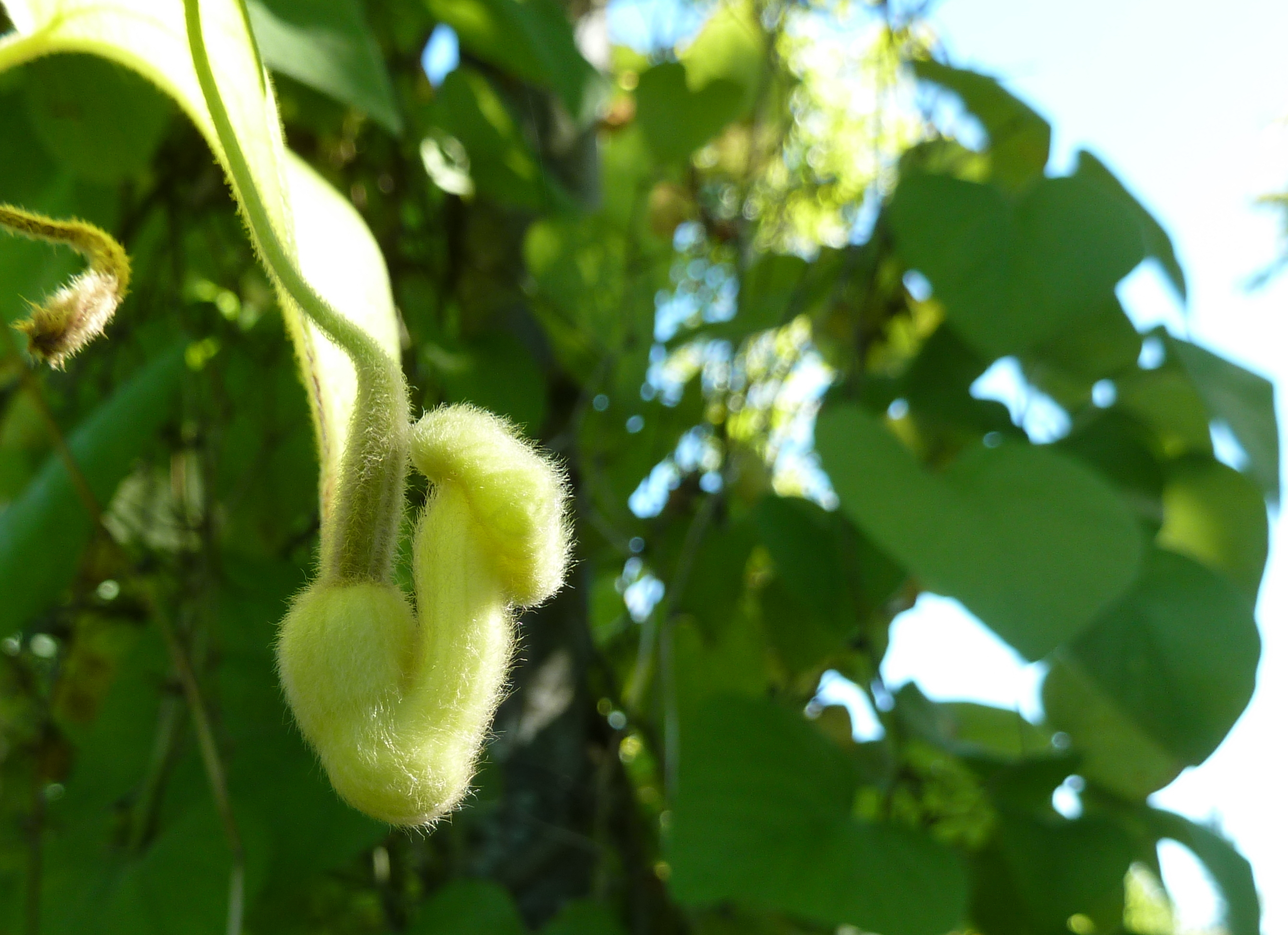
Aristolochia tomentosa

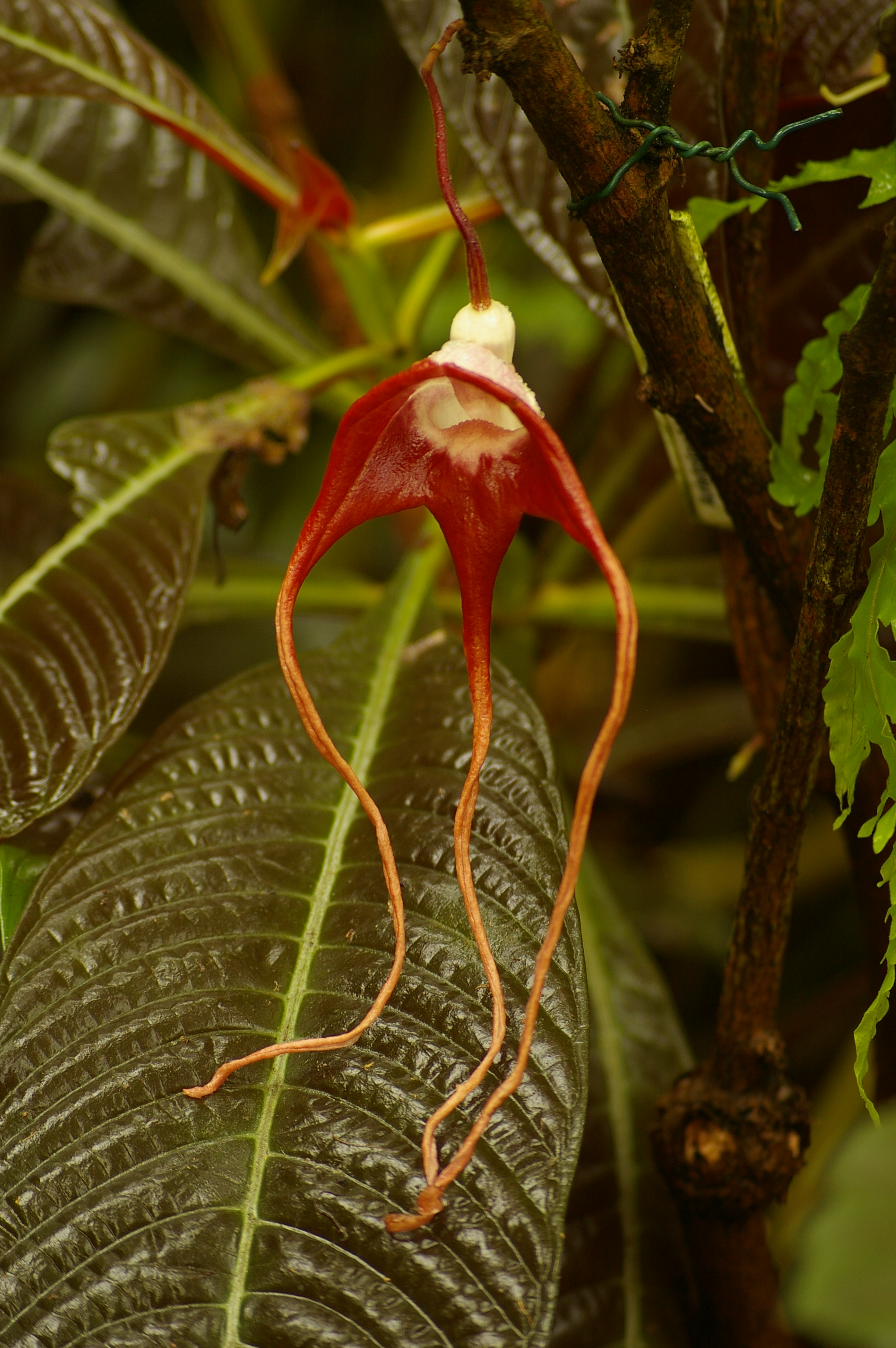
Aristolochia tricaudata

- Aristolochia andina F.González & I.G.Vargas
- Aristolochia anguicida Jacq.
- Aristolochia angustifolia Cham.
- Aristolochia antennifera L.Uribe
- Aristolochia apoloensis Rusby
- Aristolochia arborea Linden
- Aristolochia arborescens L.
- Aristolochia arcuata Mast.
- Aristolochia arenicola Hance
- Aristolochia argentina Griseb.
- Aristolochia argyroneura Hoehne ex Uribe
- Aristolochia asclepiadifolia Brandegee
- Aristolochia asperifolia Ule ex Pilg.
- Aristolochia atropurpurea Parish ex Hook.f.
- Aristolochia auricularia Boiss.
- Aristolochia austrochinensis C.Y.Cheng & J.S.Ma
- Aristolochia baenzigeri B.Hansen & Phuph.
- Aristolochia baetica L.
- Aristolochia bahiensis F.González
- Aristolochia balansae Franch.
- Aristolochia bambusifolia C.F.Liang ex H.Q.Wen
- Aristolochia baracoensis R.Rankin
- Aristolochia barbourii Barringer
- Aristolochia baseri Malyer & Erken
- Aristolochia batucensis Wiggins & Rollins
- Aristolochia bianorii Sennen & Pau
- Aristolochia bicolor Ule ex Pilg.
- Aristolochia bilabiata L.
- Aristolochia billardieri Jaub. & Spach
- Aristolochia bilobata L.
- Aristolochia birostris Duch.
- Aristolochia boliviensis Kuntze
- Aristolochia boosii Panter
- Aristolochia bottae Jaub. & Spach
- Aristolochia brachyura Duch.
- Aristolochia bracteolata Lam.
- Aristolochia bracteosa Duch.
- Aristolochia brevifolia (Cham.) Hauman
- Aristolochia brevilabris Bornm.
- Aristolochia brevipes Benth.
- Aristolochia bridgesii (Klotzsch) Duch.
- Aristolochia buchtienii O.C.Schmidt
- Aristolochia bukuti Poncy
- Aristolochia bullata Pfeifer
- Aristolochia buntingii Pfeifer
- Aristolochia burchellii Mast.
- Aristolochia burelae Herzog
- Aristolochia burkartii Ahumada
- Aristolochia cabrerae Ahumada
- Aristolochia californica Torr.
- Aristolochia cambodiana Pierre ex Lecomte
- Aristolochia cardiantha Pfeifer
- Aristolochia carterae Pfeifer
- Aristolochia castellanosii Ahumada
- Aristolochia caudata Jacq.
- Aristolochia caulialata C.Y.Wu ex C.Y.Cheng & J.S.Ma
- Aristolochia cauliflora Ule
- Aristolochia ceresensis Kuntze
- Aristolochia chachapoyensis Ahumada
- Aristolochia chalmersii O.C.Schmidt
- Aristolochia chamissonis (Klotzsch) Duch.
- Aristolochia championii Merr. & Chun
- Aristolochia chasmema Pfeifer
- Aristolochia chiapensis J.F.Ortega & R.V.Ortega
- Aristolochia chilensis Bridges ex Lindl.
- Aristolochia chiquitensis Duch.
- Aristolochia chlamydophylla C.Y.Wu
- Aristolochia chrysochlora Barb.Rodr.
- Aristolochia cilicica P.H.Davis & M.S.Khan
- Aristolochia claveriana L.Uribe
- Aristolochia clavidenia Griseb.
- Aristolochia clematitis L. – kokornak powojnikowy
- Aristolochia clementis Alain
- Aristolochia clusii Lojac.
- Aristolochia clypeata Linden & André
- Aristolochia coadunata Backer
- Aristolochia colimensis Santana Mich.
- Aristolochia colombiana F.González
- Aristolochia colossifolia Hoehne
- Aristolochia conferta Miller
- Aristolochia consimilis Mast.
- Aristolochia contorta Bunge
- Aristolochia conversiae Pfeifer
- Aristolochia cordata Eastw.
- Aristolochia cordiflora Mutis ex Kunth
- Aristolochia cordigera (Klotzsch) Duch.
- Aristolochia cornuta Mast.
- Aristolochia cortinata Reinecke
- Aristolochia coryi I.M.Johnst.
- Aristolochia crassinervia O.C.Schmidt
- Aristolochia cremersii Poncy
- Aristolochia cretica Lam.
- Aristolochia cruenta Barringer
- Aristolochia cubensis Linden
- Aristolochia cucurbitifolia Hayata
- Aristolochia cucurbitoides C.F.Liang
- Aristolochia curtisii King ex Gamble
- Aristolochia curviflora Malme
- Aristolochia cymbifera Mart.
- Aristolochia cynanchifolia Mart.
- Aristolochia daemoninoxia Mast.
- Aristolochia dalyi F.González
- Aristolochia dammeriana Mast.
- Aristolochia davilae Calzada, J.G.Flores & O.Téllez
- Aristolochia debilis Siebold & Zucc.
- Aristolochia decursivebracteata Hoehne
- Aristolochia delavayi Franch.
- Aristolochia deltoidea Kunth
- Aristolochia didyma S.Moore
- Aristolochia dilatata N.E.Br.
- Aristolochia dinghoui Favio González & O.Poncy
- Aristolochia disticha Mast.
- Aristolochia domingensis Ekman & O.C.Schmidt
- Aristolochia dongnaiensis Pierre ex Lecomte
- Aristolochia droseroides Hoehne
- Aristolochia durangensis Pfeifer
- Aristolochia echinata Barb.Rodr.
- Aristolochia eggersii Hoehne
- Aristolochia ehrenbergiana Cham.
- Aristolochia ekmanii O.C.Schmidt
- Aristolochia elongata (Duch.) E.Nardi
- Aristolochia embergeri Nozeran & N.Hall
- Aristolochia emiliae Santana Mich. & Solís
- Aristolochia erecta L.
- Aristolochia eriantha Mart.
- Aristolochia ernestulei Hoehne
- Aristolochia esoterica Pfeifer
- Aristolochia esperanzae Kuntze
- Aristolochia fangchi Y.C.Wu ex L.D.Chow & S.M.Hwang
- Aristolochia filipendula Duch.
- Aristolochia fimbriata Cham.
- Aristolochia flava Poncy
- Aristolochia flexuosa Duch.
- Aristolochia floribunda Lem.
- Aristolochia foetida Kunth
- Aristolochia fontanesii Boiss. & Reut.
- Aristolochia fordiana Hemsl.
- Aristolochia forrestiana J.S.Ma
- Aristolochia fosteri Barringer
- Aristolochia foveolata Merr.
- Aristolochia fragrantissima Ruiz
- Aristolochia fuertesii Urb.
- Aristolochia fujianensis S.M.Hwang
- Aristolochia fulvicoma Merr. & Chun
- Aristolochia gardneri Duch.
- Aristolochia gaudichaudii Duch.
- Aristolochia gehrtii Hoehne
- Aristolochia geniculata E.Nardi
- Aristolochia gentilis Franch.
- Aristolochia georgica R.E.Schult.
- Aristolochia gibertii Hook.
- Aristolochia gigantea Mart.
- Aristolochia ginzbergeri Ahumada
- Aristolochia glaberrima Hassl.
- Aristolochia glandulosa J.Kickx f.
- Aristolochia glaucescens Kunth
- Aristolochia glaucifolia Ridl.
- Aristolochia glossa Pfeifer
- Aristolochia goliathiana Mich.J.Parsons
- Aristolochia gorgona M.A.Blanco
- Aristolochia goudotii Duch.
- Aristolochia gourigangaica N.C.Nair
- Aristolochia gracilis Duch.
- Aristolochia grandiflora Sw.
- Aristolochia grandis Craib
- Aristolochia griffithii Hook.f. & Thomson ex Duch.
- Aristolochia guadalajarana S.Watson
- Aristolochia guentheri O.C.Schmidt
- Aristolochia guianensis Poncy
- Aristolochia guichardii P.H.Davis & M.S.Khan
- Aristolochia hainanensis Merr.
- Aristolochia haitiensis Ekman & O.C.Schmidt
- Aristolochia hansenii Phuph.
- Aristolochia harmandiana Pierre ex Lecomte
- Aristolochia hatschbachii Ahumada
- Aristolochia helix Phuph.
- Aristolochia heppii Merxm.
- Aristolochia hians Willd.
- Aristolochia hilariana Duch.
- Aristolochia hirta L.
- Aristolochia hispida Pohl ex Duch.
- Aristolochia hockii De Wild.
- Aristolochia hoehneana O.C.Schmidt
- Aristolochia hohuanensis S.S.Ying
- Aristolochia holostylis F.González
- Aristolochia holtzei F.Muell.
- Aristolochia hookeriana Craib
- Aristolochia howii Merr. & Chun
- Aristolochia huberiana S.Moore
- Aristolochia huebneriana O.C.Schmidt
- Aristolochia humilis Merr.
- Aristolochia hypoglauca Kuhlm.
- Aristolochia hyrcana P.H.Davis & M.S.Khan
- Aristolochia iberica Fisch. & C.A.Mey. ex Boiss.
- Aristolochia impressinervis C.F.Liang
- Aristolochia impudica J.F.Ortega
- Aristolochia incisa Duch.
- Aristolochia incisiloba Jongkind
- Aristolochia indica L.
- Aristolochia inflata Kunth
- Aristolochia insignis Verschaff.
- Aristolochia iquitensis O.C.Schmidt
- Aristolochia isaurica E.Nardi
- Aristolochia islandica Pfeifer
- Aristolochia jackii Steud.
- Aristolochia jauruensis Hoehne
- Aristolochia jingiangensis H.Zhang & C.K.Hsieh
- Aristolochia kaempferi Willd.
- Aristolochia kalebii Beutelsp.
- Aristolochia kanukuensis Feuillet
- Aristolochia karwinskii Duch.
- Aristolochia kerrii Craib
- Aristolochia killipiana O.C.Schmidt
- Aristolochia klossii Ridl.
- Aristolochia klugii O.C.Schmidt
- Aristolochia kongkandae Phuph.
- Aristolochia krausei P.H.Davis
- Aristolochia krisagathra Sivar. & Pradeep
- Aristolochia krukoffii O.C.Schmidt
- Aristolochia kunmingensis C.Y.Cheng & J.S.Ma
- Aristolochia kwangsiensis Chun & F.C.How ex S.Yun Liang
- Aristolochia labiata Willd.
- Aristolochia lagesiana Ule ex Pilg.
- Aristolochia lanceolatolorata S.Moore
- Aristolochia lassa I.M.Johnst.
- Aristolochia lauterbachiana O.C.Schmidt
- Aristolochia leprieurii Duch.
- Aristolochia leptosticta Urb.
- Aristolochia leuconeura Linden
- Aristolochia leytensis Merr.
- Aristolochia limai Hoehne
- Aristolochia lindeniana Duch.
- Aristolochia lindneri A.Berger
- Aristolochia linearifolia C.Wright ex Griseb.
- Aristolochia lingua Malme
- Aristolochia lingulata Ule ex Pilg.
- Aristolochia linnemannii Warb.
- Aristolochia littoralis Parodi
- Aristolochia liukiuensis Hatus.
- Aristolochia loefgrenii Hoehne
- Aristolochia longgangensis C.F.Liang
- Aristolochia longiflora Engelm. & A.Gray
- Aristolochia longipes S.Watson
- Aristolochia longiracemosa B.Hansen & Phuph.
- Aristolochia longispathulata F.González
- Aristolochia lozaniana F.González
- Aristolochia lutea Desf.
- Aristolochia lutescens Duch.
- Aristolochia luzmariana Santana Mich.
- Aristolochia lycica P.H.Davis & M.S.Khan
- Aristolochia macedonica Bornm.
- Aristolochia macgregorii Merr.
- Aristolochia macrophylla Lam. – kokornak wielkolistny
- Aristolochia macrorrhyncha Hoehne
- Aristolochia macroura Ortega
- Aristolochia malacophylla Standl.
- Aristolochia malmeana Hoehne
- Aristolochia manantlanensis Santana Mich.
- Aristolochia manaosensis Ahumada
- Aristolochia manshuriensis Kom. – kokornak mandżurski
- Aristolochia maranonensis O.C.Schmidt
- Aristolochia marianensis Ahumada
- Aristolochia mathewsii Duch.
- Aristolochia maurorum L.
- Aristolochia maxima Jacq.
- Aristolochia medellinensis Hoehne
- Aristolochia medicinalis R.E.Schult.
- Aristolochia megalophylla K.Schum.
- Aristolochia melanoglossa Speg.
- Aristolochia melastoma Silva Manso ex Duch.
- Aristolochia melgueiroi Barringer & F.Guánchez
- Aristolochia membranacea Merr.
- Aristolochia meridionalis E.M.Ross
- Aristolochia merxmuelleri Greuter & E.Mayer
- Aristolochia micrantha Duch.
- Aristolochia microphylla Sessé & Moc.
- Aristolochia microstoma Boiss. & Spruner
- Aristolochia mindanaensis Warb.
- Aristolochia minutiflora Ridl. ex Gamble
- Aristolochia mishuyacensis O.C.Schmidt
- Aristolochia mollissima Hance
- Aristolochia moluccana Duch.
- Aristolochia montana Ekman & O.C.Schmidt
- Aristolochia morae F.González
- Aristolochia mossii S.Moore
- Aristolochia moupinensis Franch.
- Aristolochia mutabilis Pfeifer
- Aristolochia mycteria Pfeifer
- Aristolochia nakaoi Maek.
- Aristolochia nana S.Watson
- Aristolochia nauseifolia Mich.J.Parsons
- Aristolochia navicularis E.Nardi
- Aristolochia naviculilimba Ding Hou
- Aristolochia nelsonii Eastw.
- Aristolochia nervosa Duch.
- Aristolochia nevesarmondiana Hoehne
- Aristolochia novoguineensis O.C.Schmidt
- Aristolochia nummularifolia Kunth
- Aristolochia oaxacana Eastw.
- Aristolochia obliqua S.M.Hwang
- Aristolochia oblongata Jacq.
- Aristolochia occidentalis Santana Mich. & S.Lemus
- Aristolochia odora Steud.
- Aristolochia odoratissima L.
- Aristolochia olivieri Colleg. ex Boiss.
- Aristolochia ophioides L.Marión
- Aristolochia oranensis Ahumada
- Aristolochia orbicularis Duch.
- Aristolochia ovalifolia Duch.
- Aristolochia ovatifolia S.M.Hwang
- Aristolochia pacayacensis O.C.Schmidt
- Aristolochia paecilantha Boiss.
- Aristolochia pallida Willd.
- Aristolochia palmeri S.Watson
- Aristolochia panamensis Standl.
- Aristolochia pannosoides Hoehne
- Aristolochia papillaris Mast.
- Aristolochia papillifolia Ding Hou
- Aristolochia paracleta Pfeifer
- Aristolochia paramaribensis Duch.
- Aristolochia parvifolia Sm.
- Aristolochia passiflorifolia A.Rich.
- Aristolochia paucinervis Pomel
- Aristolochia paulistana Hoehne
- Aristolochia peltata L.
- Aristolochia peninsularis Brandegee
- Aristolochia pentandra Jacq.
- Aristolochia perangustifolia Phuph.
- Aristolochia peruviana O.C.Schmidt
- Aristolochia petelotii O.C.Schmidt
- Aristolochia petenensis Lundell
- Aristolochia pfeiferi Barringer
- Aristolochia phetchaburiensis Chuakul & Saralamp
- Aristolochia philippinensis Warb.
- Aristolochia physodes Ule
- Aristolochia pierrei Lecomte
- Aristolochia pilosa Kunth
- Aristolochia piperifolia Griff.
- Aristolochia pistolochia L.
- Aristolochia platanifolia (Klotzsch) Duch.
- Aristolochia pohliana Duch.
- Aristolochia poluninii P.H.Davis & M.S.Khan
- Aristolochia polymorpha S.M.Hwang
- Aristolochia pontica Lam.
- Aristolochia poomae Phuph.
- Aristolochia pothieri Pierre ex Lecomte
- Aristolochia pringlei Rose
- Aristolochia prostrata Duch.
- Aristolochia pseudotriangularis O.C.Schmidt
- Aristolochia pubera R.Br.
- Aristolochia pubescens Willd. ex Duch.
- Aristolochia pueblana J.F.Ortega & R.V.Ortega
- Aristolochia punctata Lam.
- Aristolochia punjabensis Lace
- Aristolochia purpusii Brandegee
- Aristolochia putumayensis O.C.Schmidt
- Aristolochia quadriflora Gueldenst.
- Aristolochia quercetorum Standl.
- Aristolochia raja Mart.
- Aristolochia ramosii Merr.
- Aristolochia rechingeriana Kit Tan & Sorger
- Aristolochia repens Mill.
- Aristolochia reticulata Nutt.
- Aristolochia rhizantha Lundell
- Aristolochia ridicula N.E.Br.
- Aristolochia rigida Duch.
- Aristolochia ringens Vahl
- Aristolochia robertii Ahumada
- Aristolochia rodriguesi Hoehne
- Aristolochia rostrata Pfeifer
- Aristolochia rotunda L. – kokornak okrągłolistny
- Aristolochia rugosa Lam.
- Aristolochia ruiziana (Klotzsch) Duch.
- Aristolochia rumicifolia Mart.
- Aristolochia saccata Wall.
- Aristolochia sagittifolia Moc. & Sessé ex Ramírez
- Aristolochia samanensis O.C. Schmidt
- Aristolochia samarensis Merr.
- Aristolochia samsunensis P.H.Davis
- Aristolochia saxicola Hoehne
- Aristolochia schippii Standl.
- Aristolochia schottii L.Marión
- Aristolochia schreiteri Ahumada
- Aristolochia schubertioides Hoehne
- Aristolochia schultzeana O.C.Schmidt
- Aristolochia schulzii Ahumada
- Aristolochia schunkeana F.González
- Aristolochia scytophylla S.M.Hwang & D.Y.Chen
- Aristolochia secunda Pfeifer
- Aristolochia sempervirens L.
- Aristolochia sepicola Mast.
- Aristolochia sericea Blanco
- Aristolochia serpentaria L.
- Aristolochia sessilifolia (Klotzsch) Duch.
- Aristolochia setosa Duch.
- Aristolochia shimadae Hayata
- Aristolochia siamensis Craib
- Aristolochia sicula Tineo
- Aristolochia silvatica Barb.Rodr.
- Aristolochia sinaloae Brandegee
- Aristolochia singalangensis Korth. ex Ding Hou
- Aristolochia smilacina Duch.
- Aristolochia socorroensis Pfeifer
- Aristolochia spathulata Duch.
- Aristolochia sprucei Mast.
- Aristolochia stahelii O.C.Schmidt
- Aristolochia stenocarpa Kuntze
- Aristolochia stenophylla Urb.
- Aristolochia stenosiphon P.H.Davis & M.S.Khan
- Aristolochia steupii Woronow
- Aristolochia stevensii Barringer
- Aristolochia stomachoidis Hoehne
- Aristolochia stuckertii Speg.
- Aristolochia stuhlmannii Engl.
- Aristolochia styloglossa Pfeifer
- Aristolochia subclausa S.Watson
- Aristolochia surinamensis Willd.
- Aristolochia sylvicola Standl.
- Aristolochia tagala Cham.
- Aristolochia taliscana Hook. & Arn.
- Aristolochia tamnifolia (Klotzsch) Duch.
- Aristolochia tapilulensis Beutelsp.
- Aristolochia tentaculata O.C.Schmidt
- Aristolochia tequilana S.Watson
- Aristolochia teretiflora Pfeifer
- Aristolochia tessmannii Engl.
- Aristolochia theriaca Mart. ex Duch.
- Aristolochia thibetica Franch.
- Aristolochia thozetii F.Muell.
- Aristolochia thwaitesii Hook.
- Aristolochia tigrina A.Rich.
- Aristolochia timorensis Decne.
- Aristolochia tomentosa Sims – kokornak owłosiony
- Aristolochia tonduzii O.C.Schmidt
- Aristolochia translucida Pfeifer
- Aristolochia transsecta (Chatterjee) C.Y.Wu
- Aristolochia transtillifera Ding Hou
- Aristolochia tresmariae Ferris
- Aristolochia trianaei Duch.
- Aristolochia triangularis Cham.
- Aristolochia tricaudata Lem.
- Aristolochia trichostoma Griseb.
- Aristolochia trilobata L.
- Aristolochia tripartita Backer
- Aristolochia trulliformis Mast.
- Aristolochia truncata Fielding & Gardner
- Aristolochia tuberosa C.F.Liang & S.M.Hwang
- Aristolochia tubiflora Dunn
- Aristolochia tyrrhena E.Nardi & Arrigoni
- Aristolochia uhdeana Duch.
- Aristolochia ulei Taub.
- Aristolochia urbaniana Taub.
- Aristolochia urupaensis Hoehne
- Aristolochia utriformis S.M.Hwang
- Aristolochia valentina Duch.
- Aristolochia variifolia Duch.
- Aristolochia velutina Duch.
- Aristolochia veracruzana J.F.Ortega
- Aristolochia versabilifolia Pfeifer
- Aristolochia versicolor S.M.Hwang
- Aristolochia viperina (Chodat & Hassl.) Chodat & Hassl.
- Aristolochia vitiensis A.C.Sm.
- Aristolochia wageneriana Schltdl.
- Aristolochia wardiana J.S.Ma
- Aristolochia warmingii Mast.
- Aristolochia watsonii Wooton & Standl.
- Aristolochia weberbaueri O.C.Schmidt
- Aristolochia weddellii Duch.
- Aristolochia werdermanniana O.C.Schmidt
- Aristolochia westlandii Hemsl.
- Aristolochia whitei I.M.Johnst.
- Aristolochia williamsii Rusby
- Aristolochia wrightii Seem.
- Aristolochia wuana Zhen W.Liu & Y.F.Deng
- Aristolochia xerophytica R.E.Schult.
- Aristolochia yalaensis Phuph.
- Aristolochia yungasensis Rusby
- Aristolochia zhongdianensis J.S.Ma
- Aristolochia zollingeriana Miq.